# Liste der Biografien/Fom
Liste der Biografien |
Portal Biografien |
Personensuche
# |
A |
B |
C |
D |
E |
F |
G |
H |
I |
J |
K |
L |
M |
N |
O |
P |
Q |
R |
S |
T |
U |
V |
W |
X |
Y |
Z |
?
 
Fa |
Fe |
Ff |
Fh |
Fi |
Fj |
Fk |
Fl |
Fm |
Fn |
Fo |
Fr |
Ft |
Fu |
Fy
 
Foa |
Fob |
Foc |
Fod |
Foe |
Fof |
Fog |
Foh |
Foi |
Foj |
Fok |
Fol |
Fom |
Fon |
Foo |
Fop |
For |
Fos |
Fot |
Fou |
Fov |
Fow |
Fox |
Foy |
Foz
Die Liste der Biografien führt alle Personen auf, die in der deutschsprachigen Wikipedia einen Artikel haben. Dieses ist eine Teilliste mit 39 Einträgen von Personen, deren Namen mit den Buchstaben „Fom“ beginnt.

## Fom

### Foma
- Fomann, Ortolph der Ältere (1560–1634), deutscher Philosoph und Rechtswissenschaftler
- Fomann, Ortolph der Jüngere (1598–1640), deutscher Historiker und Rechtswissenschaftler

### Fomb
- Fombelle, Timothée de (* 1973), französischer Schriftsteller und Dramatiker
- Fombellida, Alejandro (1915–1958), spanischer Radrennfahrer
- Fombeure, Maurice (1906–1981), französischer Dichter

### Fome
- Fomenko, Anatoli Timofejewitsch (* 1945), russischer Mathematiker und Dozent an der Lomonossow-Universität in Moskau
- Fomenko, Julija Nikolajewna (* 1979), russische Mittelstreckenläuferin
- Fomenko, Mychajlo (1948–2024), sowjetisch-ukrainischer Fußballspieler und -trainer
- Fomenko, Nikolai Wladimirowitsch (* 1962), russischer Unternehmer, Musiker, Schauspieler und Autorennfahrer
- Fomenko, Pawel Iwanowitsch (* 1976), russischer Hochspringer
- Fomenkow, Waleri Iwanowitsch (1938–2021), russischer Eishockeyspieler und -trainer

### Fomf
- Fomferra, Heinrich (1895–1979), deutscher Polizist

### Fomi
- Fomin, Alexander Wassiljewitsch (1867–1935), russisch-sowjetischer Botaniker, Zoologe und Mikrobiologe
- Fomin, Alexander Wassiljewitsch (* 1959), russischer PolitikerAlexander Wassiljewitsch Fomin (* 1959)

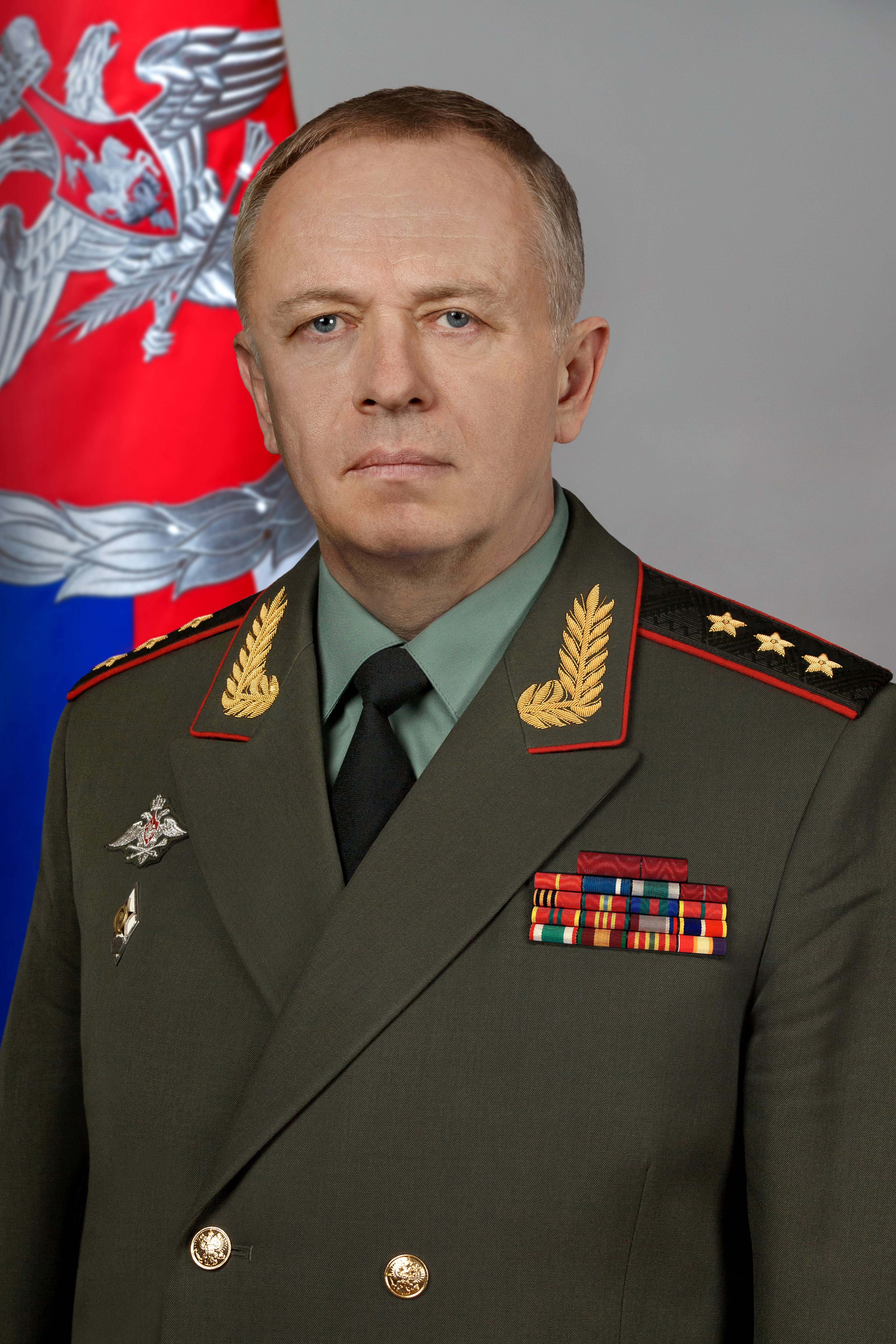
Alexander Wassiljewitsch Fomin (* 1959)

- Fomin, Daniil Dmitrijewitsch (* 1997), russischer Fußballspieler
- Fomin, Igor Akindinowitsch (* 1939), russischer Physiker
- Fomin, Igor Iwanowitsch (1904–1989), sowjetischer Architekt und Hochschullehrer
- Fomin, Iwan Alexandrowitsch (1872–1936), russisch-sowjetischer Architekt
- Fomin, Jefim Moissejewitsch (1909–1941), russischer Regimentskommissar
- Fomin, Jewstignei Ipatowitsch (1761–1800), russischer Komponist
- Fomin, Maksim (* 2000), litauischer Biathlet
- Fomin, Michail (* 1969), russischer Pianist
- Fomin, Mychajlo (* 1981), ukrainischer Bergsteiger
- Fomin, Nikolai (* 1937), ukrainischer Chefingenieur im Kernkraft Tschernobyl
- Fomin, Sergei Wassiljewitsch (1917–1975), russischer Mathematiker
- Fomin, Sergey (* 1958), russischer Mathematiker
- Fomin, Sergey (* 2001), usbekischer Tennisspieler
- Fomin, Wassili Andrejewitsch (1957–2024), sowjetischer Ringer
- Fomina, Jelena Alexandrowna (* 1979), russische Fußballtrainerin
- Fomina, Margarita Michailowna (* 1988), russische Curlerin
- Fomina, Marija Alexandrowna (* 1993), russische Schauspielerin
- Fomina, Olga Igorewna (* 1989), russische Handballspielerin
- Fómina, Silvia (* 1962), argentinische Komponistin
- Fomina-Klotz, Alena (* 1989), ukrainisch-russische Tennisspielerin
- Fomitschow, Alexander Jurjewitsch (* 1979), russischer Eishockeytorwart
- Fomitschow, André (* 1990), deutscher Fußballspieler
- Fomitschow, Wladimir, russischer Bogenbiathlet

### Fomm
- Fomm, Siegfried (1915–1970), deutscher Schauspieler

### Fomu
- Fomumbod, Anne Stella (* 1962), kamerunische Frauenrechtsaktivistin